# Col de l'Umbrail
Le col de l’Umbrail (en allemand : Umbrailpass, en italien : Giogo di Santa Maria) est le plus haut col routier de Suisse avec 2 501 ou 2 503 mètres d’altitude, ce qui en fait le plus haut col routier des Alpes suisses et le 5e plus haut d'Italie. Frontière entre l'Italie et la Suisse, il relie Bormio, en Italie, à Santa Maria, en Suisse. La route du col est entièrement goudronnée depuis 2015.

## Localisation
Il se situe à la frontière entre le canton des Grisons et la Lombardie, en Italie, à trois kilomètres du col du Stelvio. Il permet de relier le val Müstair et la vallée de l’Adda dans la Valteline.

## Histoire
Le Wormserjoch, ancien nom du col, était accessible au haut Moyen Âge par un sentier muletier qui permettait le trafic de marchandises entre Bormio et le nord. C'était un débouché important pour les négociants de Venise, dans la mesure où il formait le prolongement de la voie commerciale vénitienne par les cols du Gavia et du Mortirolo. Le passage alpin connut son apogée au XVe siècle, au point qu'à la fin de ce siècle un relais de poste y était établi, reliant Milan et Innsbruck. L'un des motifs de la guerre de Souabe fut la maîtrise de cet axe commercial lucratif : en 1499, le duc de Milan Ludovico Sforza dépêcha des contingents de soldats à l'empereur Maximilien Ier pour défendre ce point de passage ; mais lorsqu'au mois d’octobre les Français s'emparèrent de Milan, la troupe dut se replier dans le Tyrol.
La prospérité de cette voie commerciale prend fin avec la Renaissance ; à ce moment, le trafic commercial se détourne en partie vers l'est (col du Brenner), et en partie vers l'ouest (col de San Marco), et l'endroit redevient le chemin muletier d'autrefois, voué au commerce local.
En 2015, le dernier tronçon en gravier est goudronné, une portion de route de 1,5 km sur le versant suisse entre les altitudes 1 883 m et 2 012 m.

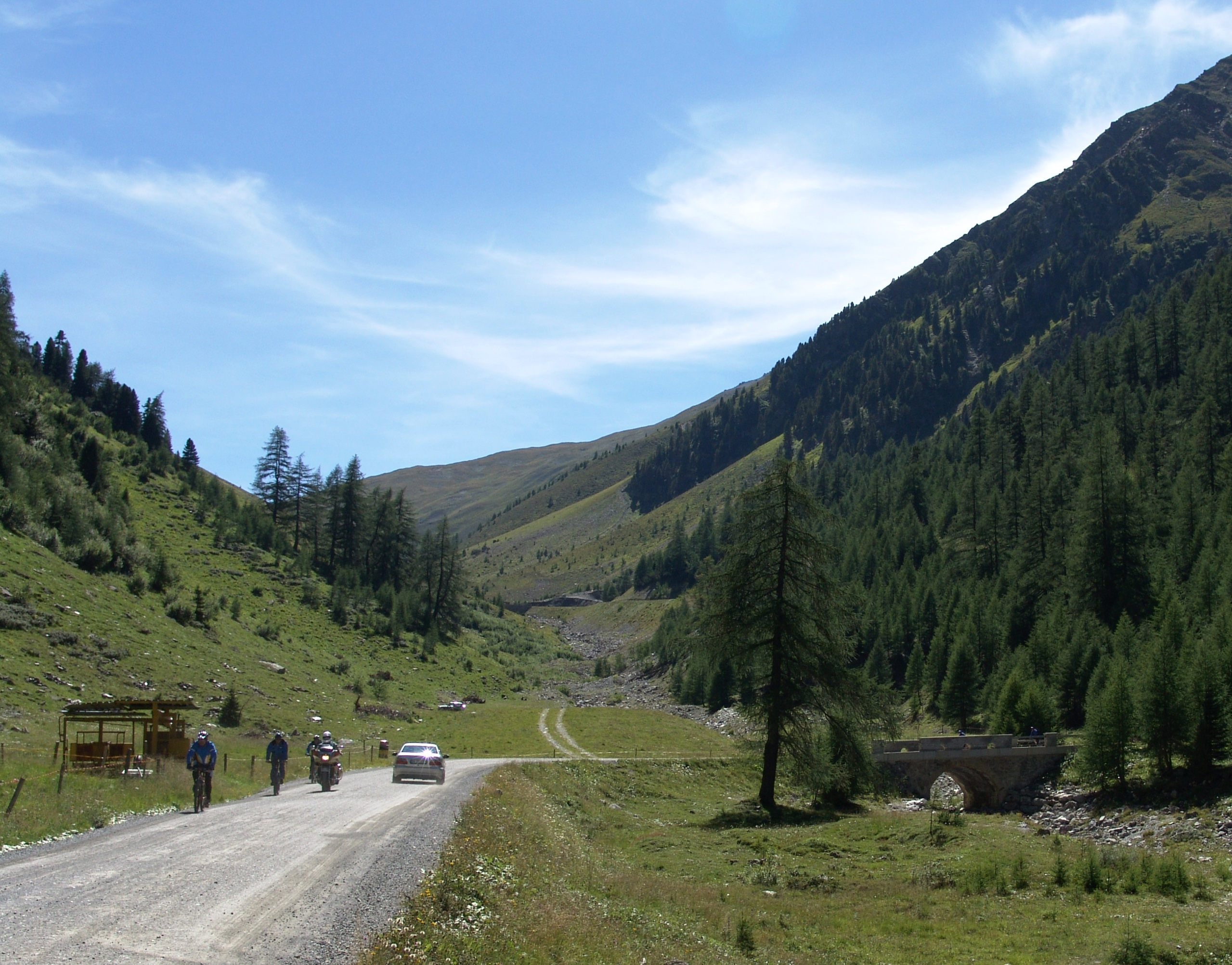
Portion de route en gravier du côté suisse en 2007, aujourd'hui asphaltée.
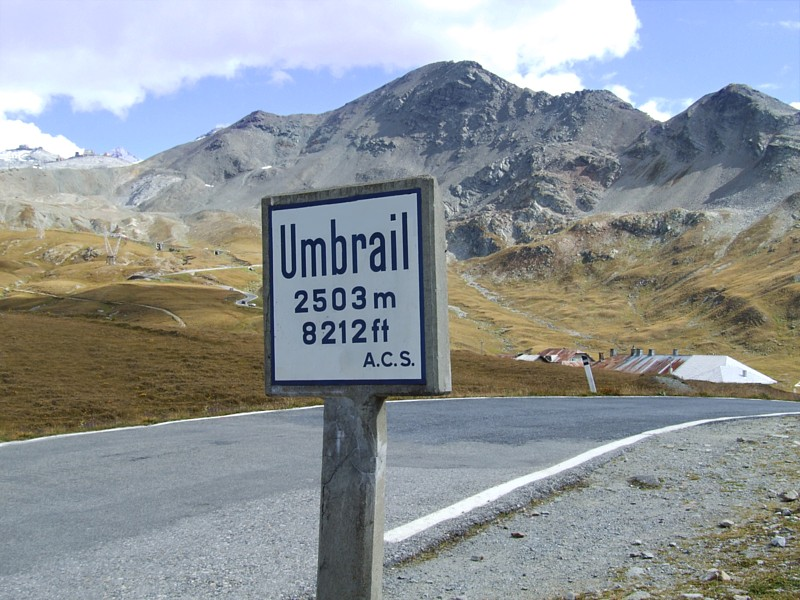
Panneau indiquant l'altitude du col à 2 503 m.

## Cyclisme
Il a été abordé pour la première fois par le Tour d'Italie lors de l'édition 2017, lors de la seizième étape de Rovetta à Bormio. L'Espagnol Mikel Landa a franchi le col en tête.